# Urbi et Orbi

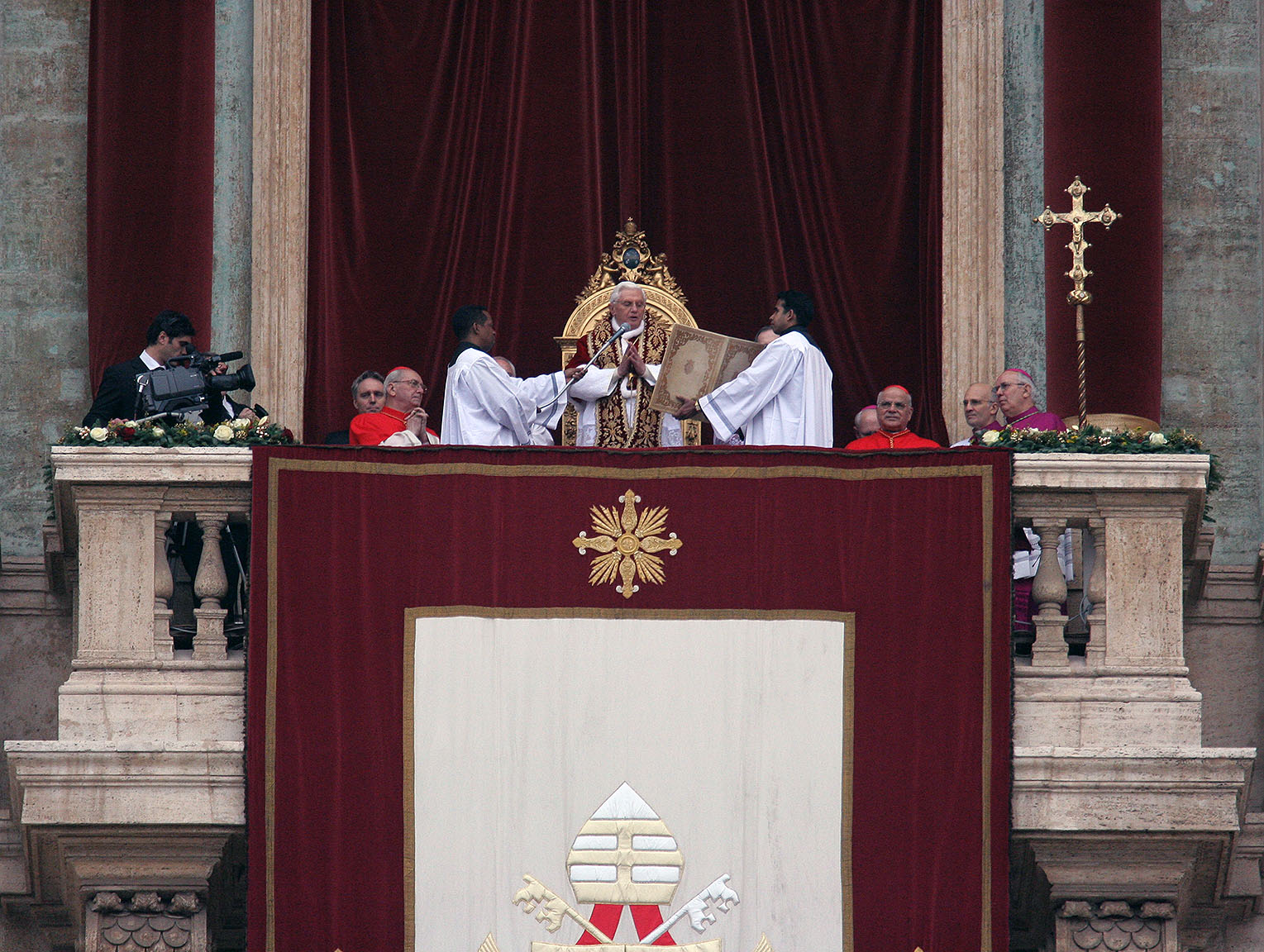
A Urbi et Orbi do Natal de 2008, do Papa Bento XVI (Praça de São Pedro, Cidade do Vaticano)

Urbi et Orbi (locução adverbial latina "à cidade [de Roma] e ao mundo") é a benção  que o Papa dirige ao público em geral na Praça de São Pedro em ocasiões solenes.
É realizada da varanda central da Basílica de São Pedro (a Varanda das bênçãos) decorada com cortinas e o trono do Papa colocado lá, sendo que ele é revestido com ornamentos solenes (mitra, tiara etc.) e é precedido por uma cruz processional e acompanhado por cardeais diáconos. A benção também é concedida pelo papa em sua eleição, ou seja, no final do conclave.
A principal característica desta bênção aos fiéis é que concede uma penitência e uma indulgência plenária sob as condições definidas pelo direito canônico (ter confessado e recebido a comunhão, e não ter caído em pecado mortal).

## Texto da benção em latim
O texto da benção em latim é:
Sancti Apostoli Petrus et Paulus: de quorum potestate et auctoritate confidimus ipsi intercedant pro nobis ad Dominum.
R/ Amen.
Precibus et meritis beatæ Mariae semper Virginis, beati Michaelis Archangeli, beati Ioannis Baptistæ, et sanctorum Apostolorum Petri et Pauli et omnium Sanctorum misereatur vestri omnipotens Deus; et dimissis omnibus peccatis vestris, perducat vos Iesus Christus ad vitam æternam.
R/ Amen.
Indulgentiam, absolutionem et remissionem omnium peccatorum vestrorum, spatium verae et fructuosae poenitentiæ, cor semper penitens, et emendationem vitae, gratiam et consolationem Sancti Spiritus; et finalem perseverantiam in bonis operibus tribuat vobis omnipotens et misericors Dominus.
R/ Amen.
Et benedictio Dei omnipotentis, Patris et Filii et Spiritus Sancti descendat super vos et maneat semper.
R/ Amen.

## Tradução em português
A tradução aproximada para o português é a seguinte:
Que os Santos Apóstolos Pedro e Paulo, dos quais no poder e julgamento confiamos, estes intercedam por nós até o Senhor.
R / Amém.
Que por meio das orações e dos méritos da Santíssima Sempre-Virgem Maria, de São Miguel Arcanjo, de São João Batista, dos Santos Apóstolos Pedro e Paulo e de todos os santos, o Deus omnipotente mostre compaixão à vós, e (quando) perdoados todos os vossos pecados, Jesus Cristo vos conduza à vida eterna.
R / Amém.
Que o Senhor Todo Poderoso e misericordioso vos conceda indulgência, absolvição, e remissão de todos os vossos pecados, espaço para um verdadeiro e frutuoso arrependimento, (mesmo) o coração arrependendo(-se) sempre, e a benção da vida, a graça, a consolação do Espírito Santo e perseverança final nas boas obras.
R / Amém.
E que a bênção de Deus Todo Poderoso, Pai e Filho e Espírito Santo desça sobre vós e permaneça sempre.
R / Amém.

## Pandemia de COVID-19 (2020)
Por ocasião da pandemia da doença COVID-19 que levou à morte milhares de pessoas em todo o mundo, no ano de 2020, o Papa Francisco concedeu uma Benção Urbi et Orbi extraordinária com o Santíssimo Sacramento. O fato ocorreu às 18:00 (horário de Roma) do dia 27 de março, com a Praça de São Pedro vazia.
Como de costume, em 12 de abril de 2020, o Santo Padre, Papa Francisco concedeu a indulgência plenária na celebração de Páscoa. Entretanto, a cerimonia foi realizada no interior da Basílica de São Pedro, e não na Varanda das Bençãos. O Cardeal Arcipreste da Basílica de São Pedro e também vigário do Papa para o estado da cidade do Vaticano, Angelo Comastri anunciou introduziu a benção com os seguintes dizeres: "O Santo Padre Francisco concede indulgência plenária na forma estabelecida pela Igreja, a todos aqueles que recebem a sua bênção seja por meio das várias tecnologias de comunicação, seja unindo-se mesmo que unicamente espiritualmente e com o desejo ao presente rito. Peçamos a Deus, todo poderoso, que conserve longamente o Papa na condução da Igreja, e conceda paz e unidade à Igreja, no mundo inteiro."